# Mike Gascoyne

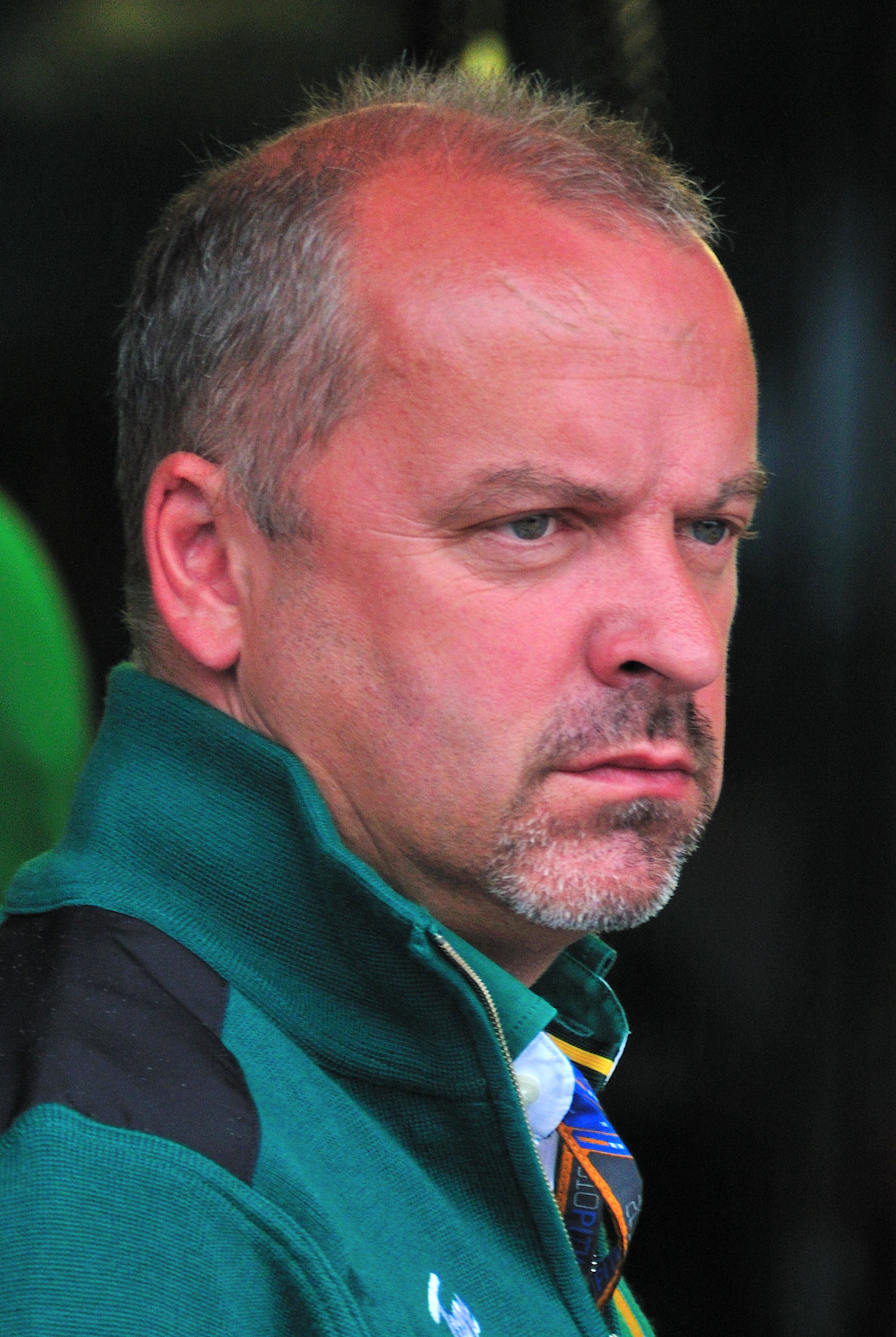
Mike Gascoyne (2010)

Mike Gascoyne (n. 2 aprilie 1963), este directorul tehnic al echipei de Formula 1 Spyker F1 Team.